# Relações internacionais da Tailândia
As relações internacionais da Tailândia são tratadas pelo ministro das Relações Exteriores da Tailândia e do Ministério das Relações Exteriores da Tailândia.
A Tailândia participa plenamente em diversas organizações internacionais e regionais. Ele desenvolveu laços cada vez mais estreitos com outros membros da ASEAN, tais como a Indonésia, Malásia, Filipinas, Singapura, Brunei, Laos, Camboja, Myanmar e Vietnã, cujos ministros da economia realizam reuniões anuais. A cooperação regional está a progredir na vida econômica, comércio, bancos, política e questões culturais. Em 2003, a Tailândia serviu como anfitrião da Cooperação Econômica Ásia-Pacífico (APEC). O Dr. Supachai Panitchpakdi, ex-vice-primeiro-ministro da Tailândia, serviu como Secretário-Geral da Conferência das Nações Unidas sobre Comércio e Desenvolvimento (UNCTAD) entre 2005 e 2013. Em 2005, a Tailândia participou da inauguração da Cúpula do Leste Asiático.
Nos últimos anos, a Tailândia tem assumido um papel cada vez mais ativo no cenário internacional. Quando Timor-Leste ganhou a independência da Indonésia, a Tailândia, pela primeira vez na sua história, contribuiu com tropas para o esforço internacional de paz. Suas tropas permanecem lá até hoje como parte de uma força de paz da ONU. Como parte do seu esforço para aumentar os laços internacionais, a Tailândia estendeu a mão para tais organizações regionais, como a Organização dos Estados Americanos (OEA) e a Organização para a Segurança e Cooperação na Europa (OSCE). O país tem contribuído, também, com tropas para os esforços de reconstrução no Afeganistão e no Iraque.

## Relações com os países

### América
| País           | Início das relações formais | Notas |
| -------------- | --------------------------- | --- |
| Brasil         | 1959                        | O Brasil é o principal parceiro comercial da Tailândia na América Latina. - Tailândia tem uma embaixada em Brasília e dois consulados-gerais, em São Paulo e no Rio de Janeiro. - O Brasil tem uma embaixada em Bangkok. |
| Canadá         |                             | - O Canadá tem uma embaixada em Bangkok e um consulado em Chiang Mai. - Tailândia tem uma embaixada em Ottawa e um consulado-geral em Toronto e Vancouver. |
| Estados Unidos | 1833                        | Tailândia mantém relações com os Estados Unidos desde 1833. Em 2003, os Estados Unidos designou a Tailândia como um aliado não-NATO , que concede muitos benefícios financeiros e militares à Tailândia provenientes dos Estados Unidos. - Tailândia tem uma embaixada em Washington, D.C. e três consulados-gerais, em Chicago, Los Angeles e Nova Iorque. - Os Estados Unidos tem uma embaixada em Bangkok e um consulado-geral em Chiang Mai. |
| México         | 28 de agosto de 1975        | - O México tem uma embaixada em Bangkok. - Tailândia tem uma embaixada na Cidade do México. |
| Peru           |                             | Em 2009, Tailândia e Peru assinaram um acordo de livre comércio para a eliminação das tarifas sobre 70% dos 5.000 itens listados no acordo. Tailândia importa peixes e derivados do estanho do Peru, enquanto o Peru importa autopeças, eletrodomésticos e roupas da Tailândia. - O Peru tem uma embaixada em Bangkok. - Tailândia tem uma embaixada em Lima.                                                                                    |